# 70a Mostra Internacional de Cinema de Venècia
La 70a Mostra Internacional de Cinema de Venècia va tenir lloc del 28 d'agost al 7 de setembre de 2013. Al director estatunidenc William Friedkin se li va lliurar el premi al llarg de tota la carrera. El director italià Bernardo Bertolucci fou el president del Jurat. Ka havia estat anteriorment president del jurat en la 40a Mostra de 1983. Gravity, dirigida per Alfonso Cuarón, va obrir el festival. L'actriu italiana Eva Riccobono fou la mestressa de cerimònies de les nits d'apertura i clausura del festival.
El Lleó d'Or fou atorgat al documental italià Sacro GRA. Ha estat la primera pel·lícula documental guanyadora del Festival de Cinema de Venècia.

## Jurats
El jurat de la Mostra de 2013 va estar format per:
Competició principal (Venezia 70)
- Bernardo Bertolucci, director italià (President)
- Andrea Arnold, director anglès
- Renato Berta, director de fotografia franco-suís
- Carrie Fisher, actriu, guionista i novel·lista estatunidenca
- Martina Gedeck, actriu alemanya
- Pablo Larraín, director xilè
- Virginie Ledoyen, actriu francesa
- Ryuichi Sakamoto, compositor japonès
- Jiang Wen, actor i director xinès

Horitzons (Orizzonti)
- Paul Schrader, director, guionista i crític estatunidenc (President)
- Catherine Corsini, directora, guionista i actriu francesa
- Leonardo Di Costanzo, director i guionista italià
- Golshifteh Farahani, actriu i cantant iraniana
- Frédéric Fonteyne, director belga
- Kseniya Rappoport, actriu russa
- Amr Waked, actor de televisió i cinema egipci

Opera Prima (Premi Venècia a la pel·lícula de debut)
- Haifaa Al Mansour, director saudita (President)
- Amat Escalante, director, productor i guionista mexicà
- Alexej German Jr., director i guionista rus
- Geoffrey Gilmore, director del Festival de Cinema de Tribeca
- Ariane Labed, actriu francesa d'origen grec
- Maria Sole Tognazzi, directora italiana

## Selecció oficial

### En competició
Les següents pel·lícules foren seleccionades per competir pel Lleó d'Or:
| Títol original          | Director(s)        | País de producció        |
| ----------------------- | ------------------ | ------------------------ |
| Ana Arabia              | Amos Gitai         | Israel, França           |
| Child of God            | James Franco       | Estats Units             |
| L'intrepido             | Gianni Amelio      | Itàlia                   |
| La Jalousie             | Philippe Garrel    | França                   |
| Joe                     | David Gordon Green | Estats Units             |
| Miss Violence           | Alexandros Avranas | Grècia                   |
| Night Moves             | Kelly Reichardt    | Estats Units             |
| Parkland                | Peter Landesman    | Estats Units             |
| Philomena               | Stephen Frears     | Regne Unit               |
| Die Frau des Polizisten | Philip Gröning     | Alemanya                 |
| Es-Stouh                | Merzak Allouache   | Algèria, França          |
| Sacro GRA               | Gianfranco Rosi    | Itàlia                   |
| Jiao you (郊遊)         | Tsai Ming-liang    | Taiwan, França           |
| Tom à la ferme          | Xavier Dolan       | Canadà, França           |
| Tracks                  | John Curran        | Regne Unit, Austràlia    |
| Under the Skin          | Jonathan Glazer    | Regne Unit, Estats Units |
| The Unknown Known       | Errol Morris       | Estats Units             |
| Via Castellana Bandiera | Emma Dante         | Itàlia, Suïssa, França   |
| Kaze Tachinu (風立ちぬ) | Hayao Miyazaki     | Japó                     |
| The Zero Theorem        | Terry Gilliam      | Regne Unit, Estats Units |

### Fora de competició
Les següents pel·lícules foren exhibides "fora de competició":
| Títol original                                                 | Director(s)                              | País de producció                  |
| -------------------------------------------------------------- | ---------------------------------------- | ---------------------------------- |
| Amazonia                                                       | Thierry Ragobert                         | França, Brasil                     |
| The Armstrong Lie                                              | Alex Gibney                              | Estats Units                       |
| At Berkeley                                                    | Frederick Wiseman                        | Estats Units                       |
| The Canyons                                                    | Paul Schrader                            | Estats Units                       |
| Con il fiato sospeso                                           | Costanza Quatriglio                      | Itàlia                             |
| Disney Mickey Mouse - O' Sole Minnie (Temporada 1, Episodi 12) | Paul Rudish, Aaron Springer, Clay Morrow | Estats Units                       |
| Gravity                                                        | Alfonso Cuarón                           | Estats Units                       |
| Die andere Heimat — Chronik einer Sehnsucht                    | Edgar Reitz                              | Alemanya                           |
| Che strano chiamarsi Federico - Scola racconta Fellini         | Ettore Scola                             | Itàlia                             |
| Locke                                                          | Steven Knight                            | Regne Unit                         |
| Moebiuseu (뫼비우스)                                           | Kim Ki-duk                               | Corea del Sud                      |
| Pine Ridge                                                     | Anna Eborn                               | Dinamarca                          |
| Une promesse                                                   | Patrice Leconte                          | França                             |
| Redemption                                                     | Miguel Gomes                             | Portugal, França, Alemanya, Itàlia |
| Space Pirate Captain Harlock                                   | Aramaki Shinji                           | Japó                               |
| Summer 82 When Zappa Came to Sicily                            | Salvo Cuccia                             | Itàlia, Estats Units               |
| Feng Ai                                                        | Wang Bing                                | Hong Kong, França                  |
| Ukraina ne Bordel                                              | Kitty Green                              | Austràlia                          |
| Yurusarezaru mono                                              | Lee Sang-Il                              | Japó                               |
| La voce di Berlinguer                                          | Mario Sesti, Teho Teardo                 | Itàlia                             |
| Wałęsa. Czlowiek z nadziei                                     | Andrzej Wajda, Ewa Brodzka               | Polònia                            |
| Wolf Creek 2                                                   | Greg McLean                              | Austràlia                          |

### Horitzons
Les següents pel·lícules foren seleccionades per la secció Horitzons (Orizzonti):
| Pel·lícules          | Pel·lícules                        | Pel·lícules          | Pel·lícules |
| Títol original       | Director(s)                        | País de producció    |             |
| -------------------- | ---------------------------------- | -------------------- | ----------- |
| Eastern Boys         | Robin Campillo                     | França               |             |
| La prima neve        | Andrea Segre                       | Itàlia               |             |
| Mahi Va Gorbeh       | Shahram Mokri                      | Iran                 |             |
| La vida después      | David Pablos                       | Mèxic                |             |
| Bauyr                | Serik Aprymov                      | Kazakhstan           |             |
| Medeas               | Andrea Pallaoro                    | Estats Units, Itàlia |             |
| Je m'appelle Hmmm... | Agnès B.                           | França               |             |
| Palo Alto            | Gia Coppola                        | Estats Units         |             |
| Ruin                 | Amiel Courtin-Wilson, Michael Cody | Austràlia            |             |
| The Sacrament        | Ti West                            | Estats Units         |             |
| Piccola patria       | Alessandro Rossetto                | Itàlia               |             |
| Algunas chicas       | Santiago Palavecino                | Argentina            |             |
| Still Life           | Uberto Pasolini                    | Estats Units, Itàlia |             |
| Il terzo tempo       | Enrico Maria Artale                | Itàlia               |             |
| Vi Är Bäst!          | Lukas Moodysson                    | Suècia, Dinamarca    |             |
| Jigoku de naze warui | Sion Sono                          | Japó                 |             |
| Wolfskinder          | Rick Ostermann                     | Alemanya             |             |

| Curtmetratges                 | Curtmetratges | Curtmetratges                            | Curtmetratges                   |
| Títol                         | Duració       | Director(s)                              | País                            |
| ----------------------------- | ------------- | ---------------------------------------- | ------------------------------- |
| Aningaaq                      | 7 min         | Jonas Cuarón                             | Estats Units                    |
| The Audition                  | 9 min         | Michael Haussman                         | Itàlia                          |
| Ballkoni                      | 20 min        | Lendita Zeqiraj                          | Kosovo                          |
| Blanco                        | 8 min         | Ignacio Gatica                           | Argentina                       |
| Cold Snap                     | 11 min        | Leo Woodhead                             | Nova Zelanda                    |
| Death For a Unicorn           | 15 min        | Riccardo Bernasconi, Francesca Reverdito | Suïssa                          |
| La gallina                    | 17 min        | Manel Raga                               | Espanya                         |
| Houses With Small Windows     | 15 min        | Bülent Öztürk                            | Bèlgica                         |
| Kush                          | 20 min        | Shubhashish Bhutiani                     | Índia                           |
| Minesh                        | 12 min        | Shalin Sirkar                            | Sud-àfrica, Alemanya, Dinamarca |
| Un pensiero Kalašnikov        | 21 min        | Giorgio Bosisio                          | Itàlia, Regne Unit              |
| Quello Che Resta (documental) | 20 min        | Valeria Allievi                          | Itàlia                          |
| Sishui                        | 17 min        | Xiaowei Wang                             | R.P. de la Xina                 |
| Toutes les belles choses      | 17 min        | Cécile Bicler                            | França                          |

Il·luminat indica el guanyador del premi Orizzonti a la millor pel·lícula i documental respectivament.

### Clàssics de Venècia
Es va projectar en aquesta secció la següent selecció de pel·lícules clàssiques i documentals restaurats:
| Clàssics restaurats                         | Clàssics restaurats                  | Clàssics restaurats        | Clàssics restaurats |
| Títol original                              | Director(s)                          | País de producció          |                     |
| ------------------------------------------- | ------------------------------------ | -------------------------- | ------------------- |
| Le 15/8 (1973, 43 min)                      | Chantal Akerman, Samy Szlingerbaum   | Bèlgica                    |                     |
| The Adventures of Hajji Baba (1954)         | Don Weis                             | Estats Units               |                     |
| Il Bacio di Tosca (1984)                    | Daniel Schmid                        | Suïssa                     |                     |
| La Bête humaine (1938)                      | Jean Renoir                          | França                     |                     |
| Pane e cioccolata (1974)                    | Franco Brusati                       | Itàlia                     |                     |
| El Chucho Quién Sabe? (1966)                | Damiano Damiani                      | Itàlia                     |                     |
| Tian mi mi (1996)                           | Peter Ho-Sun Chan                    | Hong Kong                  |                     |
| Sjecaš li se Dolly Bell (1981)              | Emir Kusturica                       | Iugoslàvia                 |                     |
| Higanbana (1958)                            | Yasujirō Ozu                         | Japó                       |                     |
| Le mani sulla città (1963)                  | Francesco Rosi                       | Itàlia, França             |                     |
| Hotel Monterey (1972)                       | Chantal Akerman                      | Bèlgica, Estats Units      |                     |
| Yangguang canlan de rizi (1993)             | Jiang Wen                            | R.P. de la Xina, Hong Kong |                     |
| Kapurush (1965)                             | Satyajit Ray                         | Índia                      |                     |
| Let's Get Lost (1988)                       | Bruce Weber                          | Estats Units               |                     |
| Little Fugitive (1953)                      | Morris Engel, Ruth Orkin, Ray Ashley | Estats Units               |                     |
| Mahapurush (1965)                           | Satyajit Ray                         | Índia                      |                     |
| Merry Christmas Mr. Lawrence (Furyo) (1983) | Nagisa Ôshima                        | Regne Unit, Japó           |                     |
| The Most Dangerous Game (1932)              | Irving Pichel, Ernest B. Schoedsack  | Estats Units               |                     |
| My Darling Clementine (1946)                | John Ford                            | Estats Units               |                     |
| Moy Drug Ivan Lapshin (1984)                | Aleksey German Sr.                   | Unió Soviètica             |                     |
| Dogfar nai mae marn (2000)                  | Apichatpong Weerasethakul            | Tailàndia                  |                     |
| Nidhanaya (1970)                            | Lester James Peries                  | Sri Lanka                  |                     |
| Paisà (1946)                                | Roberto Rossellini                   | Itàlia                     |                     |
| La proprietà non è più un furto (1973)      | Elio Petri                           | Itàlia                     |                     |
| Providence (1977)                           | Alain Resnais                        | França, Suïssa, Regne Unit |                     |
| Vaghe stelle dell'orsa... (1965)            | Luchino Visconti                     | Itàlia                     |                     |
| Yoru no henrin (1964)                       | Noboru Nakamura                      | Japó                       |                     |
| Sorcerer (1977)                             | William Friedkin                     | Estats Units               |                     |
| White Rock (1977)                           | Tony Maylam                          | Regne Unit                 |                     |

| Documentals sobre cinema                                                    | Documentals sobre cinema       | Documentals sobre cinema       | Documentals sobre cinema |
| Títol original                                                              | Director(s)                    | País de producció              |                          |
| --------------------------------------------------------------------------- | ------------------------------ | ------------------------------ | ------------------------ |
| Il Bacio di Tosca, Une restauration numérique                               | Richard Szotyori               | Suïssa                         |                          |
| Bertolucci on Bertolucci                                                    | Luca Guadagnino, Walter Fasano | Itàlia                         |                          |
| Double Play: James Benning and Richard Linklater                            | Gabe Klinger                   | Estats Units, Portugal, França |                          |
| A Fuller Life                                                               | Samantha Fuller                | Estats Units                   |                          |
| Istintobrass                                                                | Massimiliano Zanin             | Itàlia                         |                          |
| Lino Micciché, Mio padre. Una visione del mondo                             | Francesco Micciché             | Itàlia                         |                          |
| Nice Girls Don't Stay for Breakfast (projectada com a "treball en progrés") | Bruce Weber                    | Estats Units                   |                          |
| Non Eravamo Solo... Ladri Di Biciclette. Il Neorealismo                     | Gianni Bozzacchi               | Itàlia                         |                          |
| Trespassing Bergman                                                         | Jane Magnusson, Hynek Pallas   | Suècia, França                 |                          |

Il·luminat indica el guanyador del Premi Clàssics d Venècia a la millor pel·lícula restaurada i al millor documental sobre cinema.

### Biennale College - Cinema
Les següents pel·lícules foren projectades a la secció "Biennale College - Cinema", un taller de formació en educació superior per a llargmetratges amb micro-pressupostos:
| Títol original               | Director(s)                | País de producció |
| ---------------------------- | -------------------------- | ----------------- |
| Yuri Esposito                | Alessio Fava               | Itàlia            |
| Memphis                      | Tim Sutton                 | Estats Units      |
| Mary Is Happy, Mary Is Happy | Nawapol Thamrongrattanarit | Tailàndia         |

### Final Cut in Venice
Es van projectar les següents pel·lícules per a la secció "Final Cut in Venice", un taller per donar suport a la postproducció de pel·lícules procedents d'Àfrica:
| Títol original       | Director(s)         | País de producció |
| -------------------- | ------------------- | ----------------- |
| Le Challat de Tunis  | Kaouther Ben Hania  | Tunísia           |
| El Ott               | Ibrahim El-Batout   | Egipte            |
| Avec presque rien... | Nantenaina Lova     | Madagascar        |
| Territorial Pissings | Sibs Shongwe-La Mer | Sud-àfrica        |

### Projeccions especials
Les següents pel·lícules de la Selecció Oficial foren presentades a les Projeccions Especials:
- Dietro le quinte di otto e 1/2 de Gideon Bachmann[23] ( Itàlia)
- Dai Nostri Inviati – La RAI racconta la mostra del cinema di Venezia 1980-1989 d'Enrico Salvatori, Giuseppe Giannotti, Davide Savelli ( Itàlia)

## Venice 70 - Future Reloaded
Sota el títol del projecte Venice 70 - Future Reloaded, 70 directors de cinema van ser convidats a fer un segon curtmetratge de 60-90, com "un homenatge col·lectiu al Festival (el primer festival al món a arribar a fita de 70 edicions) i una reflexió sobre el futur del cinema".

## Seccions autònomes

### Setmana de la Crítica del Festival de Cinema de Venècia
Les següents pel·lícules foren exhibides com en competició per la 28a Setmana de la Crítica:
| En competició              | En competició       | En competició              | En competició |
| Títol original             | Director(s)         | País de producció          |               |
| -------------------------- | ------------------- | -------------------------- | ------------- |
| L'armée du salut           | Abdellah Taïa       | França, Marroc             |               |
| Återträffen                | Anna Odell          | Suècia                     |               |
| Las niñas Quispe           | Sebastián Sepúlveda | Xile, França, Argentina    |               |
| Razredni Sovražnik         | Rok Biček           | Eslovènia                  |               |
| White Shadow               | Noaz Deshe          | Itàlia, Alemanya, Tanzània |               |
| Zoran, il mio nipote scemo | Matteo Oleotto      | Itàlia, Eslovènia          |               |
| Shuiyin jie                | Vivian Qu           | R.P. de la Xina            |               |

| Esdeveniments especials – Fora de competició | Esdeveniments especials – Fora de competició | Esdeveniments especials – Fora de competició | Esdeveniments especials – Fora de competició | Esdeveniments especials – Fora de competició |
| Esdeveniment                                 | Títol original                               | Director(s)                                  | País de producció                            |                                              |
| -------------------------------------------- | -------------------------------------------- | -------------------------------------------- | -------------------------------------------- | -------------------------------------------- |
| Pel·lícula d'apertura                        | L'arte della felicità                        | Alessandro Rak                               | Itàlia                                       |                                              |
| Pel·lícula de clausura                       | Las analfabetas                              | Moisés Sepúlveda                             | Xile                                         |                                              |

### Dies de Venècia
Les següents pel·lícules foren seleccionades per la 10a edició de la secció autònoma Dies de Venècia (Giornate Degli Autori): Starting from this edition, Venice Days has created its own international award "for a film from the entire Official Selection".
| Selecció oficial   | Selecció oficial   | Selecció oficial              | Selecció oficial |
| Títol original     | Director(s)        | País de producció             |                  |
| ------------------ | ------------------ | ----------------------------- | ---------------- |
| Otchuzhdenie       | Milko Lazarov      | Bulgària                      |                  |
| Bethlehem          | Yuval Adler        | Israel, Alemanya, Bèlgica     |                  |
| Gerontophilia      | Bruce LaBruce      | Canadà                        |                  |
| La belle vie       | Jean Denizot       | França                        |                  |
| Kill Your Darlings | John Krokidas      | Estats Units                  |                  |
| May in the Summer  | Cherien Dabis      | Jordània, Qatar, Estats Units |                  |
| La mia classe      | Daniele Gaglianone | Itàlia                        |                  |
| Köksüz             | Deniz Akçay        | Turquia                       |                  |
| La reconstrucción  | Juan Taratuto      | Argentina                     |                  |
| Geung si           | Juno Mak           | Hong Kong                     |                  |
| Siddharth          | Richie Mehta       | Canadà, Índia                 |                  |
| Traitors           | Sean Gullette      | Marroc, Estats Units          |                  |

| Esdeveniments especials                          | Esdeveniments especials | Esdeveniments especials |
| Títol original                                   | Director(s)             | País de producció       |
| ------------------------------------------------ | ----------------------- | ----------------------- |
| Julia                                            | J. Jackie Baier         | Alemanya, Lituània      |
| "Lenny Cooke"                                    | Benny i Josh Safdie     | Estats Units            |
| Lino Miccichè, mio padre - Una visione del mondo | Francesco Miccichè      | Itàlia                  |
| L'arbitro                                        | Paolo Zucca             | Itàlia, Argentina       |
| Secchi                                           | Edo Natoli              | Itàlia                  |
| 3 bodas de más                                   | Javier Ruiz Caldera     | Espanya                 |
| Venezia Salva                                    | Serena Nono             | Itàlia                  |

| Miu Miu Women's Tales   | Miu Miu Women's Tales | Miu Miu Women's Tales |
| Títol                   | Director(s)           | País                  |
| ----------------------- | --------------------- | --------------------- |
| Le Donne della Vucciria | Hiam Abbass           | Itàlia                |
| The Door                | Ava DuVernay          | Estats Units, Itàlia  |

| Premi Lux                   | Premi Lux            | Premi Lux          |
| Title                       | Director(s)          | Production country |
| --------------------------- | -------------------- | ------------------ |
| The Selfish Giant           | Clio Barnard         | Regne Unit         |
| Miele                       | Valeria Golino       | Itàlia             |
| The Broken Circle Breakdown | Felix Van Groeningen | Bèlgica            |

Títol il·luminat indica guanyador del premi oficial Dies de Venècia.

## Premis

### Selecció oficial
Els premis concedits en la 70a edició foren:
En Competició (Venezia 70)
- Lleó d'Or: Sacro GRA de Gianfranco Rosi
- Lleó d'Argent al millor director: Alexandros Avranas per Miss Violence
- Gran Premi del Jurat: Jiao you de Tsai Ming-liang
- Copa Volpi al millor actor: Themis Panou per Miss Violence
- Copa Volpi a la millor actriu: Elena Cotta per Via Castellana Bandiera
- Premi Marcello Mastroianni: Tye Sheridan per Joe
- Premi al Millor Guió: Steve Coogan i Jeff Pope per Philomena
- Premi Especial del Jurat: Die Frau des Polizisten de Philip Gröning

Horitzons (Orizzonti)
- Millor pel·lícula: Eastern Boys de Robin Campillo
- Millor director: Uberto Pasolini per Still Life
- Premi Especial del Jurat: Ruin d'Amiel Courtin-Wilson & Michael Cody
- Premi Especial per Contingut Innovador: Shahram Mokri per Mahi Va Gorbeh
- Premi Horitzons Award al millor curtmetratge: Kush de Shubhashish Bhutiani

Premis Clàssics de Venècia
- Millor pel·lícula restaurada: La proprietà non è più un furto d'Elio Petri
- Millor documental sobre cinema: Double Play: James Benning and Richard Linklater de Gabe Klinger

Premis Especials
- Lleó d'Or a tota la carrera: William Friedkin[32][33]
- Premi Persol Tribute to Visionary Talent: Andrzej Wajda
- Premi Jaeger-LeCoultre Glory to the Filmmaker: Ettore Scola
- Premi L'Oréal Paris per il Cinema: Eugenia Costantini

### Seccions autònomes
Els següents premis oficials i col·laterals foren concedits a pel·lícules de les seccions autònomes:
Setmana dels Crítics de Cinema Internacional de Venècia
- Lleó del Futur

Premi "Luigi de Laurentis" a la pel·lícula de debut: White Shadow de Noaz Deshe
- Premis FIPRESCI - Millor pel·lícula (Setmana de la Crítica): Återträffen d'Anna Odell[34]
- Premi Arca CinemaGiovani - Millor pel·lícula italiana: L'arte della felicità d'Alessandro Rak
- Premi FEDIC: Zoran, il mio nipote scemo de Matteo Oleotto

Menció especial: L'arte della felicità d'Alessandro Rak
- Premis Fedeora:
  - Millor pel·lícula: Razredni Sovražnik de Rok Bicek
  - Premi a la millor fotografia: Inti Briones per Las niñas Quispe de Sebastián Sepúlveda

Menció especial: Giuseppe Battiston pel seu paper a Zoran, il mio nipote scemo
Menció especial: Anna Odell pel seu paper com autora a Återträffen
- Premi de l'Audiència "RaroVideo": Zoran, il mio nipote scemo de Matteo Oleotto
- Schermi di Qualità Award: Zoran, il mio nipote scemo de Matteo Oleotto

Dies de Venècia (Giornati degli Autori)
- Premi Dies de Venècia: Kill Your Darlings de John Krokidas[30]
- Premi Label Europa Cinemas: La belle vie de Jean Denizot
- Premi Open: Serena Nono per dirigir Venezia salva
- Premi Lina Mangiacapre - Menció especial: Traitors de Sean Gullette
- Premis Fedeora:
  - Millor pel·lícula: Bethlehem de Yuval Adler
  - Millor director d'una pel·lícula de debut: Milko Lazarov per Otchuzhdenie

Menció especial: La belle vie de Jean Denizot
- Premi Europa Cinemas Label: La belle vie de Jean Denizot

Menció especial: Otchuzhdenie de Milko Lazarov

### Altres premis col·laterals
Els següents premis col·laterals foren concedits a pel·lícules de la selecció oficial:
- Premis FIPRESCI - Millor pel·lícula (Competició principal): Tom à la ferme de Xavier Dolan[34][36]
- Premis SIGNIS: Philomena de Stephen Frears

Menció especial: Ana Arabia d'Amos Gitai
- Premi Francesco Pasinetti (SNGCI): 
  - Millor pel·lícula: Still Life d'Uberto Pasolini (Horitzons)
  - Millors Actors: Elena Cotta, Alba Rohrwacher, Antonio Albanese

Menció especial: Maria Rosaria Omaggio pel seu paper a Wałęsa. Czlowiek z nadziei
Menció especial: Il terzo tempo d'Enrico Maria Artale (Horitzons)
- Premi Leoncino d'Oro Agiscuola: Sacro GRA de Gianfranco Rosi

Menció Cinema per UNICEF: Philomena de Stephen Frears
- Premi Brian: Philomena de Stephen Frears
- Lleó Queer: Philomena de Stephen Frears
- Premi Arca CinemaGiovani - Venezia 70: Miss Violence d'Alexandros Avranas
- Premi Christopher D. Smithers Foundation: Joe de David Gordon Green
- Premi CICT - UNESCO "Enrico Fulchignoni": At Berkeley de Frederick Wiseman (fora de competició)
- Premi CICAE - Cinema d'Arte e d'Essai: Still Life d'Uberto Pasolini (Horizons)
- Premi Fedeora per la millor pel·lícula euro-mediterrània: Miss Violence d'Alexandros Avranas
- Premi Fondazione Mimmo Rotella: L'intrepido de Gianni Amelio
- Premi Future Film Festival Digital: Gravity d'Alfonso Cuarón (fora de competició)[37]

Menció especial: The Zero Theorem de Terry Gilliam
- Premi P. Nazareno Taddei: Philomena de Stephen Frears
- Premi Lanterna Magica (CGS): L'intrepido de Gianni Amelio
- Premi Lina Mangiacapre: Via Castellana Bandiera d'Emma Dante

Menció especial: Activistes de Femen d' Ukraina ne Bordel de Kitty Green (fora de competició)
- Golden Mouse: Philomena de Stephen Frears

Menció especial: Jiao you de Tsai Ming-liang
- Silvier Mouse: At Berkeley de Frederick Wiseman (fora de competició)

Menció especial: Die andere Heimat — Chronik einer Sehnsucht d'Edgar Reitz (fora de competició)
- Premi d'Indústries Creatives  Regne Unit- Itàlia – Millor Pressupost Innovador:
  - The Third Half d'Enrico Maria Artale (Horitzons)
  - Medeas d'Andrea Pallaoro (Horitzons)
  - Kush de Shubhashish Bhutiani (Horitzons)
- Premi Interfilm per Promoure el Diàleg Interreligiós: Philomena de Stephen Frears
- Premi Gillo Pontecorvo: Con il fiato sospeso de Costanza Quatriglio (fora de competició)
- Premi Green Drop: Ana Arabia d'Amos Gitai
- Joves Membres del Jurat del Festival de Cinema de Vittorio Veneto: Philomena de Stephen Frears

Menció especial per a pel·lícula de debut: Via Castellana Bandiera d'Emma Dante
- Premi "Civitas Vitae prossima": Still Life d'Uberto Pasolini
- Premi Soundtrack Stars 
  - Premi Millor Banda Sonora: Via Castellana Bandiera d'Emma Dante

Menció especial pel millor actor contemporani: Ryuchi Sakamoto (Membre del jurat Venezia 70)
- Premi Ambiente WWF: Amazonia de Thierry Ragobert (fora de competició)
- Premi Bianchi: Enzo d'Aló